# Đông Phong (xã)
Đông Phong là một xã thuộc huyện Yên Phong, tỉnh Bắc Ninh, Việt Nam.

## Địa lý
Xã Đông Phong có diện tích 6,34 km², dân số năm 1999 là 6.614 người, mật độ dân số đạt 1.043 người/km².

## Hành chính
Xã Đông Phong được chia thành 4 thôn.
1. Thôn Phong Xá
2. Thôn Đông Xá
3. Thôn Phong Nẫm
4. Thôn Đông Yên

## Lịch sử
Tháng 8 năm 1948, xã Đông Phong được thành lập trên cơ sở hợp nhất 2 xã Đông Yên và Phong Xá.